# Royal Léopold Club
Der Royal Léopold Club ist ein Sportverein aus dem südlich der belgischen Hauptstadt gelegenen Ukkel. Der Club mit den Farben Rot, Weiß und Schwarz wurde am 11. Februar 1893 als Léopold Football Club gegründet und nannte sich nach dem ehemaligen belgischen König Leopold II. Mit Gründung der Hockeyabteilung 1895 wurde der Vereinsname auf Léopold Club verkürzt. 1898 wurde die Tennisabteilung eingerichtet und 1921 erhielt der Léopold Club das Privileg sich Royal zu nennen. Heute umfasst der rund 2000 Mitglieder zählende Royal Léopold Club die Sparten Tennis, Hockey und Bridge. Das ursprüngliche Vereinsgelände Ten Bosch wurde 1901 zu klein und es erfolgte der Umzug zur heutigen Clubanlage im Park Brugmann. Das sieben Hektar große Vereinsgelände verfügt über 26 Tennisplätze und zwei Kunstrasen-Hockeyfelder.

## Fußball
Der Léopold Club war 1895 einer von zehn Vereinen, die die UBSSA gründeten, dem Vorläufer des belgischen Fußballverbandes KBVB, und 1896 einer der sieben Gründungsmitglieder der Ersten Division. Er erhielt vom Verband die Stammnummer 5 und galt als Verein der Brüsseler Oberschicht. In der Saison 1901/02 erreichte Léopold punktgleich mit dem erstplatzierten Racing Club Bruxelles den 2. Platz. So dass nach damaliger Regelung ein Entscheidungsspiel um die belgische Meisterschaft entscheiden musste. Dieses verlor Léopold 3:4 nach Verlängerung. 1911/12 stieg der Verein nach siebzehn Jahren Erstklassigkeit als Tabellenletzter in die zweite Liga ab. Nach einer Saison stieg Léopold zwar wieder als Tabellenzweiter auf, mussten aber nach einem Jahr wieder in die Zweitklassigkeit. Bis 1926 konnte die Zweitklassigkeit gehalten werden, 1928 kam der Abstieg in die Viertklassigkeit. Danach spielte der Club noch ab und an in der Dritten Liga. 1954 machten sich die Fußballer unter dem Namen Royal Léopold FC selbstständig. Nach einigen Fusionen, unter anderen 1990 mit der Fußballabteilung von Royal Uccle Sport, firmiert der Verein 2011/12 als Royal Uccle Léopold FC und ist in der Vierten Liga beheimatet.
Die Léopold-Spieler Hendrik van Heuckelum, Eric Thornton, Gustave Pelgrims waren Mitglied der belgischen Fußballnationalmannschaft bei den Olympischen Sommerspielen 1900 in Paris.

## Tennis
Vorangetrieben von Paul de Borman und seiner Frau Anne entwickelte sich der Club zu einem der erfolgreichsten im belgischen Tennis. 1920 und 1924 vertraten Anne de Borman und Jean Washer Belgien bei den Olympischen Sommerspielen. 1925 veranstaltete der Léopold Club die Sandplatz-Weltmeisterschaft. Sieger wurden die Franzosen Henri Cochet bei den Herren und Suzanne Lenglen bei den Damen. 1931 und 1932 erreichte Josane Sigart das Doppelfinale, 1932 auch das Mixedfinale von Wimbledon.
Zusammen mit der Französin Doris Metaxa konnte sie 1932 dort den Titel holen.
1952 konnte der größte Teil der Clubanlage von der Familie Brugmann gekauft werden und es wurde ein Tennisstadion mit 4500 Plätzen gebaut, das später auf 5000 Plätze erweitert wurde, welches nach Paul de Borman benannt wurde.
Die beiden Spieler Jacky Brichant und Philippe Washer gewannen 1953 und 1957 das Finale der Eurozone des Davis Cups. Das Finale 1957 fand beim Royal Léopold Club statt.
Zwischen 1969 und 1972 und von 1977 bis 1981 wurden das Herrenturnier Brussels Open auf der Anlage des Royal Léopold Club ausgetragen. Teilnehmer waren unter anderen Tom Okker, Ilie Năstase, Arthur Ashe und Ivan Lendl. 2000 war der Verein einer von acht Gründungsmitgliedern der internationalen Vereinigung Centenary Tennis Clubs.

## Hockey
| Europapokalbilanz Herren Feld |                       |        |       |            |
| Jahr                          | Wettbewerb            | Niveau | Platz | Ort        |
| 1969                          | Club Champions Cup    | 1      | 4     | Brüssel    |
| 1970                          | Club Champions Cup    | 1      | 3     | Terrassa   |
| 1971                          | Club Champions Cup    | 1      | 5     | ROM        |
| 1972                          | Club Champions Cup    | 1      | 6     | Frankfurt  |
| 1973                          | Club Champions Cup    | 1      | 4     | Frankfurt  |
| 1974                          | Club Champions Cup    | 1      | 4     | Utrecht    |
| 1975                          | Club Champions Cup    | 1      | 2     | Frankfurt  |
| 1980                          | Club Champions Cup    | 1      | 8     | Barcelona  |
| 1989                          | Club Champions Trophy | 2      | 1     | Lisburn    |
| 1990                          | Club Champions Cup    | 1      | 5     | Frankfurt  |
| 1992                          | Club Champions Cup    | 1      | 5     | Amsterdam  |
| 1993                          | Club Champions Cup    | 1      | 4     | Brüssel    |
| 1996                          | Cup Winners Trophy    | 2      | 4     | Gibraltar  |
| 2003                          | Club Champions Cup    | 1      | 5     | Brüssel    |
| 2005                          | Club Champions Cup    | 1      | 5     | Amsterdam  |
| 2006                          | Club Champions Cup    | 1      | 5     | Cannock    |
| 2013                          | Euro Hockey League    | 1      | AF    | Amsterdam  |
| 2016                          | Euro Hockey League    | 1      | AF    | Amstelveen |
| 2017                          | Euro Hockey League    | 1      | VR 24 | Banbridge  |
| 2019                          | Euro Hockey League    | 1      | AF    | Eindhoven  |

Das Herrenteam spielt in der Eredivisie und ist mit 25 Titeln Rekordmeister. In der Saison 2010/11 erreichte die Mannschaft den fünften Platz und verpasste somit die Meisterschafts-Play-Offs der vier bestplatzierten Teams. Die Damen sind ebenfalls in der höchsten belgischen Liga vertreten und kommen auf 14 Landesmeistertitel. Das Herrenteam erreichte 1975 das Endspiel des EuroHockey Club Champions Cup, verlor aber 0:1 gegen den SC Frankfurt 1880.

### Erfolge Herren
- EuroHockey Club Champions Trophy: 1989
- Belgischer Meister: 1922, 1923, 1928, 1939, 1951, 1952, 1959, 1960, 1961, 1966, 1967, 1968, 1969, 1970, 1971, 1972, 1973, 1974, 1988, 1989, 1991, 1992, 2002, 2004, 2005
- Belgischer Pokalsieger: 1924, 1935, 1945, 1951, 1968, 1975, 1976, 1977, 1982, 1988, 2003

### Erfolge Damen
- Belgischer Meister: 1922, 1923, 1926, 1930, 1936, 1937, 1950, 1951, 1992, 1995, 2000, 2001, 2004, 2005
- Belgischer Pokalsieger: 1926, 1992, 1998, 2000, 2001